# Micaela Sastre
Micaela Matilde Sastre de Pittaluga, conocida comúnmente como Micaela Sastre (Buenos Aires, 21 de septiembre de 1880 - Buenos Aires, 27 de agosto de 1962) fue una importante educadora, escritora y letrista argentina, cuya obra abarcó desde la literatura infantil hasta la lírica tanguera, consolidándose como una figura relevante en la cultura argentina de la primera mitad del siglo xx.

## Biografía
Micaela Sastre nació el 21 de septiembre de 1880. Su padre fue el escritor y pedagogo uruguayo Marcos Sastre. Ella recibió una educación bajo el paraguas intelectual de su familia. Luego, siguió la carrera docente, donde se especializó en la enseñanza primaria, creando canciones y poesías destinadas al público infantil. Entre sus obras más conocidas se encuentran Soldadito feliz, Jardín de infantes, La flauta mágica, Manos de Cenicienta y Versos al hijo, muchas de las cuales fueron autorizadas por el Consejo Nacional de Educación para su uso en escuelas y jardines de infantes.
Micaela también incursionó en el mundo del tango, a pesar de que en su época este género estaba considerado marginal y poco apropiado para una mujer de su posición social y reconocimiento en el mundo pedagógico. Es por ello que para evitar el estigma y proteger su reputación utilizó el seudónimo masculino Michel Taylor al firmar sus letras. Otras letras de tangos fueron firmadas por su hijo Rodolfo Sastre, quien era también educador, profesor de violín y piano, de matemática y física y compositor. Juntos escribieron varios tangos, los cuales a veces eran firmados sólo por su hijo. Entre sus tangos más reconocidos, se encuentra Refucilos que fue grabado por Carlos Gardel en 1928 en París, acompañado por los guitarristas José Ricardo, Guillermo Barbieri y José María Aguilar; y Garabatos de mujer, interpretado también por Gardel en 1929 en Buenos Aires, con las guitarras de Guillermo Barbieri y José María Aguilar. Otros tangos de su autoría son (aunque algunos fueron firmados por su hijo): Yerba loca, Te has ido, Vía Crucis, Soñadores de arrabal, entre otros.
Fue una referente de importancia para la inclusión de la mujer en el ámbito del tango, junto a figuras como María Luisa Carnelli y Rosita Melo, aunque el hecho de que haya tenido que ocultar su identidad bajo un seudónimo marca las dificultades de las mujeres de la época para participar en géneros considerados inapropiados para ellas como mujeres.
Micaela Sastre falleció en Buenos Aires el 27 de agosto de 1962.